# 9933 Alekseev
9933 Alekseev este un asteroid din centura principală de asteroizi.

## Descriere
9933 Alekseev este un asteroid din centura principală de asteroizi. A fost descoperit pe 19 septembrie 1985 la Observatorul astrofizic din Crimeea de Nikolai Cernîh și Liudmila Cernîh. Asteroidul prezintă o orbită caracterizată de o semiaxă mare de 2,15 ua, o excentricitate de 0,14 și o înclinație de 3,9° în raport cu ecliptica.